# Nick Mulvey
Nicholas Patrick Mulvey (* 4. November 1984 in Cambridge) ist ein englischer Musiker. Er wurde bekannt als Gründungsmitglied des Portico Quartets. 2012 begann er eine erfolgreiche Solokarriere.

## Biografie
In seiner Jugend lernte Nick Mulvey Schlagzeug und Klavier und später Gitarre. Mit 19 Jahren ging er in die kubanische Hauptstadt Havanna, um Musik und Kunst zu studieren. Nach seiner Rückkehr schrieb er sich in London an der School of Oriental and African Studies ein und studierte Musikethnologie mit Schwerpunkt west- und zentralafrikanische Musik.
In London lernte er drei andere Musiker kennen, mit denen er 2005 das Portico Quartet gründete. Dort spielte er das Hang, ein Schweizer Klangschaleninstrument, das der Ethno-Jazz-Gruppe einen markanten Klang verlieh. Nach sechs erfolgreichen Jahren mit weltweiten Auftritten nahm er seinen Abschied, um solo und mit Gitarre weiterzumachen.
2013 machte er mit seiner von Dan Carey produzierten EP Fever to the Form auf sich aufmerksam. Außerdem war er Supportact von Laura Marling, Lianne La Havas und anderen. Die BBC nahm ihn daraufhin in ihre Liste für den Sound of 2014 auf. Im März hatte Mulvey seinen ersten Charterfolg mit der Single Cucurucu, die auf Platz 26 der britischen Charts kam. Zwei Monate später folgte sein Debütalbum First Mind, es erreichte Platz 10 und Silberstatus. Wie zuvor mit dem Portico Quartet wurde er auch solo für den renommierten Mercury Prize für das beste britische Album des Jahres nominiert.
Sein zweites Soloalbum Wake Up Now wurde 2017 live mit seinen Begleitmusikern im Studio eingespielt. Es erschien im September und kam auf Platz 25, reichte aber trotz erneuter Mitarbeit von Produzent Dan Carey nicht an das erste Album heran. 2018 folgte die EP Dancing for the Answers und bis 2020 weitere Singleveröffentlichungen.

## Diskografie
Alben
- First Mind (2014)
- Wake Up Now (2017)
- New Mythology (2022)
- Dark Harvest Pt. 1 (2025)

EPs
- The Trellis (2013)
- Fever to the Form (2013)
- Wake Up Now (Unplugged) (2017)
- Dancing for the Answers (2018)

Singles
- Nitrous (2013)
- Fever to the Form (2014, UK: Silber)[2]
- Cucurucu (2014)
- Meet Me There (2014)
- I Don’t Want to Go Home (2014)
- Unconditional (2017)
- Myela (2017)
- Mountain to Move (2017)
- We Are Never Apart (2017)
- In Your Hands (2018)
- When the Body Is Gone (2018)
- Moment of Surrender (2019)
- In the Anthropocene (2019)
- Please Pass the Bliss (2019)
- Begin Again (2020)